# Занемонцы
Занемонцы (бел. Занямонцы) — хутор в Ивьевском районе Гродненской области Белоруссии. Административно входит в состав Трабского сельсовета.

## География
Хутор находится в 32 километрах к северо-востоку от центра района, города Ивье и 5,5 километрах к юго-востоку от центра сельсовета, агрогородка Трабы. 

## История
До 15 мая 1963 года Занемонцы входили в состав упразднённого впоследствии Довгердишкого сельсовета.